# Embargo de armas contra a China
O embargo de armas contra a China é um embargo imposto pela União Europeia e pelos Estados Unidos em 1989 como resultado da repressão às manifestações na Praça Tiananmen. A China apelou ao levantamento da interdição pela União Europeia durante muitos anos, com o apoio de alguns membros do Conselho da União Europeia, cujo número varia consoante as circunstâncias.

## História
Os Estados Unidos implementaram um embargo de armas contra a China, decidido por George H. W. Bush em 5 de junho de 1989 e legalmente implementado em fevereiro de 1990. Ao contrário do embargo da União Europeia, o embargo dos Estados Unidos induz sanções penais em caso de infração, mas também tem exceções usadas ocasionalmente (treze vezes entre 1989 e 1998).
Em 27 de junho de 1989, o Conselho da União Europeia decidiu por um embargo de armas contra a China, além de suspender toda cooperação militar com esta última, para protestar contra a repressão às manifestações na Praça Tiananmen e por desrespeito aos direitos humanos. Este embargo não se baseia num quadro jurídico, mas sobre uma simples declaração já que a União Europeia não tinha então uma política externa comum naquele momento. Este embargo é, portanto, no seu início uma soma de medidas nacionais.
Em 8 de junho de 1998, um código de conduta para exportação de armas foi adotado pela União Europeia, possibilitando uma melhor coordenação das sanções entre os Estados-membros e a fim de permitir que o embargo seja levantado futuramente, embora mantendo o controle das exportações de armas. Este código de conduta não tem quaisquer elementos vinculativos ou jurídicos, mas induz a cooperação e o intercâmbio de informações entre os países membros da União Europeia.

## Impactos, isenções e exportação de armas
O embargo de armas dispõe isenções para materiais não letais e letais, derrogações decididas segundo o critério dos países vendedores. Entre 2001 e 2005, foram concedidas 968 licenças de exportação de armas para a China, principalmente pelo Reino Unido e França, com 147 licenças rejeitadas.
Por exemplo, apesar do embargo, uma fonte estadunidense afirma que em 2003 a UE vendeu mais de € 400 milhões em exportações de defesa para a China, e posteriormente aprovou a venda de submarinos e tecnologia de radar.
O embargo de armas limitou as opções da China em sua busca por equipamentos militares. O país teve que se dirigir ao antigo bloco soviético, com quem teve uma relação tensa após a ruptura sino-soviética. Outros fornecedores inicialmente incluíam Israel e África do Sul, mas a pressão estadunidense restringiu sua cooperação.